# Travel + Leisure
Travel + Leisure (Reizen + vrijetijd) is een Amerikaans reismagazine met New York als thuisbasis. Het tijdschrift verschijnt 12 keer per jaar en telt bijna 5 miljoen lezers. Het magazine wordt uitgegeven door Time Inc. De maatschappij publiceert eveneens Food & Wine, Travel + Leisure Family en Departures.
Travel + Leisure werd eerst gepubliceerd onder de titel U.S. Camera and Travel, maar naarmate het accent verschoof van de reisfotografie naar het reizen in het algemeen werd de naam gewijzigd. Het tijdschrift heeft eveneens internationale edities zoals in China, Mexico, Turkije, Azië en India. Er verschijnt ook een online versie.
Sinds augustus 1995 publiceert het tijdschrift jaarlijks de World's Best Awards, waarin de Amerikaanse lezers een ranglijst opstellen van de beste reisbestemmingen, hotels, cruises, touroperators en dergelijke.